# Сунгарики
Сунгарики, или верхогляды (лат. Chanodichthys) — род лучепёрых рыб семейства карповых.

## Описание
Плавательный пузырь двух- или трёхкамерный. Паразитами являются нематоды Rhabdochona longispicula и Rhabdochona coronacauda, а также цестоды Ligula intestinalis. Последний вид паразита может вызывать массовую гибель рыб. Митохондриальный геном изучен у вида Chanodichthys erythropterus.

## Классификация
Род включает 5 видов:
- Chanodichthys abramoides (Dybowski, 1872) — лещевидная горбушка
- Chanodichthys dabryi (Bleeker, 1871) — горбушка
- Chanodichthys erythropterus (Basilewsky, 1855) — обыкновенный верхогляд, ранее Erythroculter erythropterus
- Chanodichthys mongolicus (Basilewsky, 1855) — монгольский краснопёр
- Chanodichthys oxycephalus (Bleeker, 1871)

## Распространение
Представители рода встречаются в юге Дальнего Востока (озеро Ханка, бассейн Амура и Уссури), Китае, Тайване, Монголии, Вьетнаме.